# 舟·沃頓
舟·沃頓（Jo Walton，1964年12月1日—）是英國－加拿大奇幻小說和科幻小說作家、詩人。她在2002年贏得約翰·W·坎貝爾最佳新作家獎，她在2004年獲得世界奇幻獎，她是2008年普羅米修斯獎得主。她的小說《Lifelode》榮獲2010年（Mythopoeic）神話獎。她的小說《我不屬於他們》贏得2011年星雲獎最佳小說獎和2012年雨果獎最佳小說獎 ，也入圍世界奇幻獎。

## 作品
- 《尖牙與利爪》（Tooth and Claw）
- 《我不屬於他們》（Among Others ）

## 外部連結
- Jo Walton's LiveJournal
- Jo Walton's page at Tor.com （页面存档备份，存于）, with links to her reviews
- Searchable Index of Jo Walton's Tor.com posts （页面存档备份，存于）
- "Escape to Other Worlds with Science Fiction" （页面存档备份，存于）, short story by Jo Walton, 2009
- 網路推理小說資料庫上的舟·沃頓